# Ingenieurbiologie

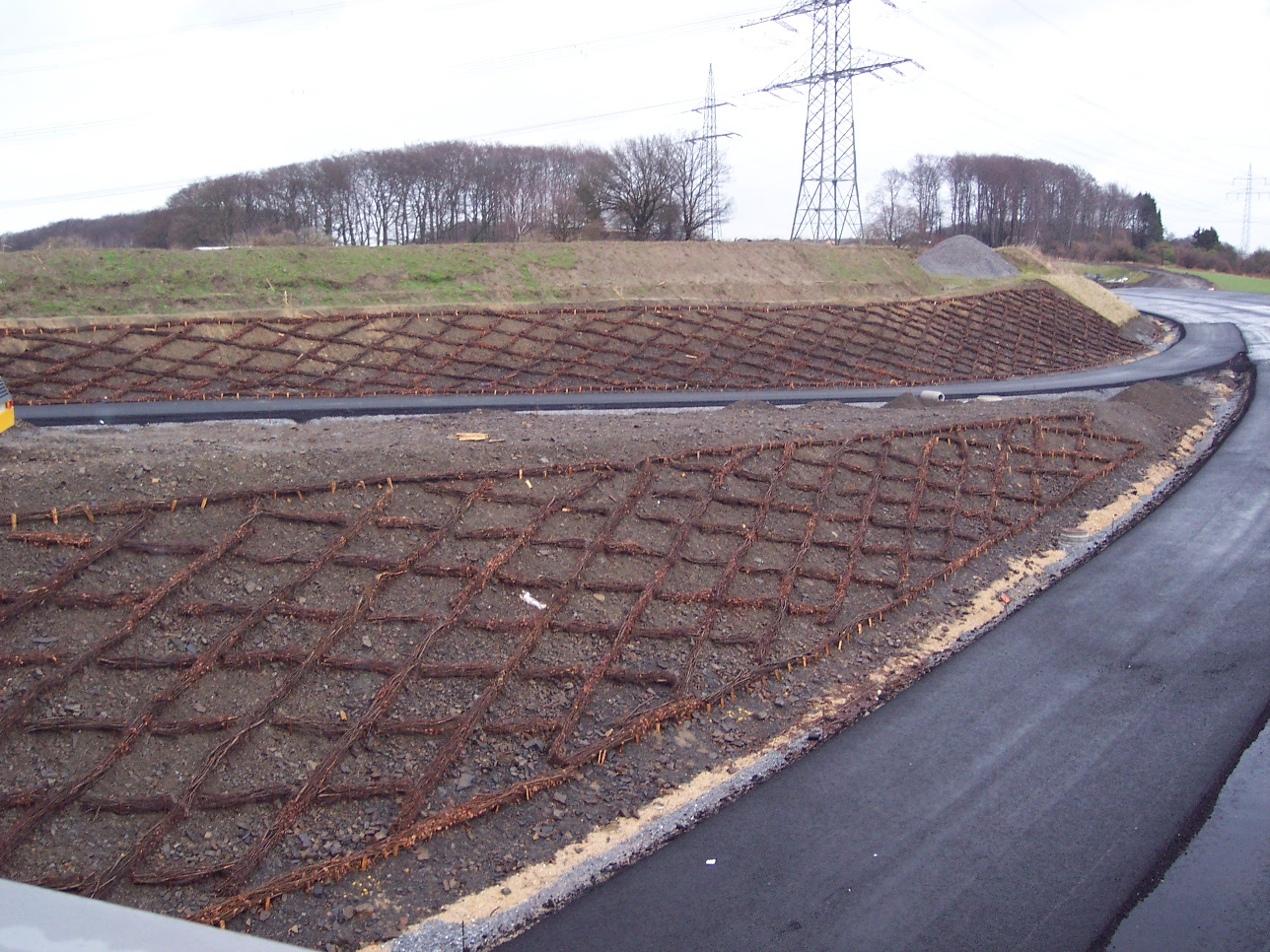
Mittels Faschinen werden in der Ingenieurbiologie Böschungen stabilisiert.

Ingenieurbiologie ist eine Form der Bautechnik im Erd- und Wasserbau, bei der lebende Pflanzen oder Pflanzenteile bzw. pflanzliche Produkte zum Erosionsschutz von Böschungen, Ufern und Deichen eingesetzt werden (vgl. Hacker u. Johannsen 2012). Erosionsschäden entstehen durch die den Boden abtragende Wirkung von Wasser und Wind. Zur Gründung der Vegetationsbestände auf den erosionsgefährdeten Standorten sowie für den anfänglichen Schutz werden spezielle ingenieurbiologische Sicherungsbauweisen verwendet. Hierzu zählen u. a. Faschinen, Spreitlagen, bepflanzte Reisiglagen, Lahnungen, Buschlagen, Heckenlagen, Röhrichtwalzen, Geotextilien (Erosionsschutzmatten und -gewebe), Andeckungen von Rasenplaggen und Ansaaten (DIN 18918, DIN 19657, Bouillon, J.M. 2013, Schlüter, U. 1996).
Die sich aus den Bauweisen entwickelnden Pflanzenbestände haben neben ihrer bautechnischen Funktion wie Bodenfestigung durch das Wurzelwerk und Strömungsbremsung auch ökologische und landschaftsästhetische Vorteile. Bei der Verwendung von Pflanzen und Baustoffen der Region ergibt sich ein geringer CO2-Ausstoß. Während der weiteren Pflanzenentwicklung wird CO2 gebunden. Insgesamt ergibt sich für ingenieurbiologische Sicherungen eine günstige Klima- und Ökobilanz. (EFIB 2015)
Für einen erfolgreichen Einsatz ingenieurbiologischer Sicherungen sind eine Kombination von Wissen und Fertigkeiten auf den Gebieten Erd- und Wasserbau und Vegetationstechnik sowie vegetationskundliche und landschaftsökologische Kenntnisse erforderlich. Ursprünge der Ingenieurbiologie sind, je nach Naturraum, handwerkliche Sicherungsbauweisen, die durch jahrzehntelange Praxiserfahrung entstanden und optimiert wurden. Ingenieurbiologische Sicherungsbauweisen werden auch als Lebendbau, Lebendverbau oder Grünverbau bezeichnet. Anwendungsbereiche sind (Pflug, W. 1982, Florineth, F. 2012, EFIB 2015):

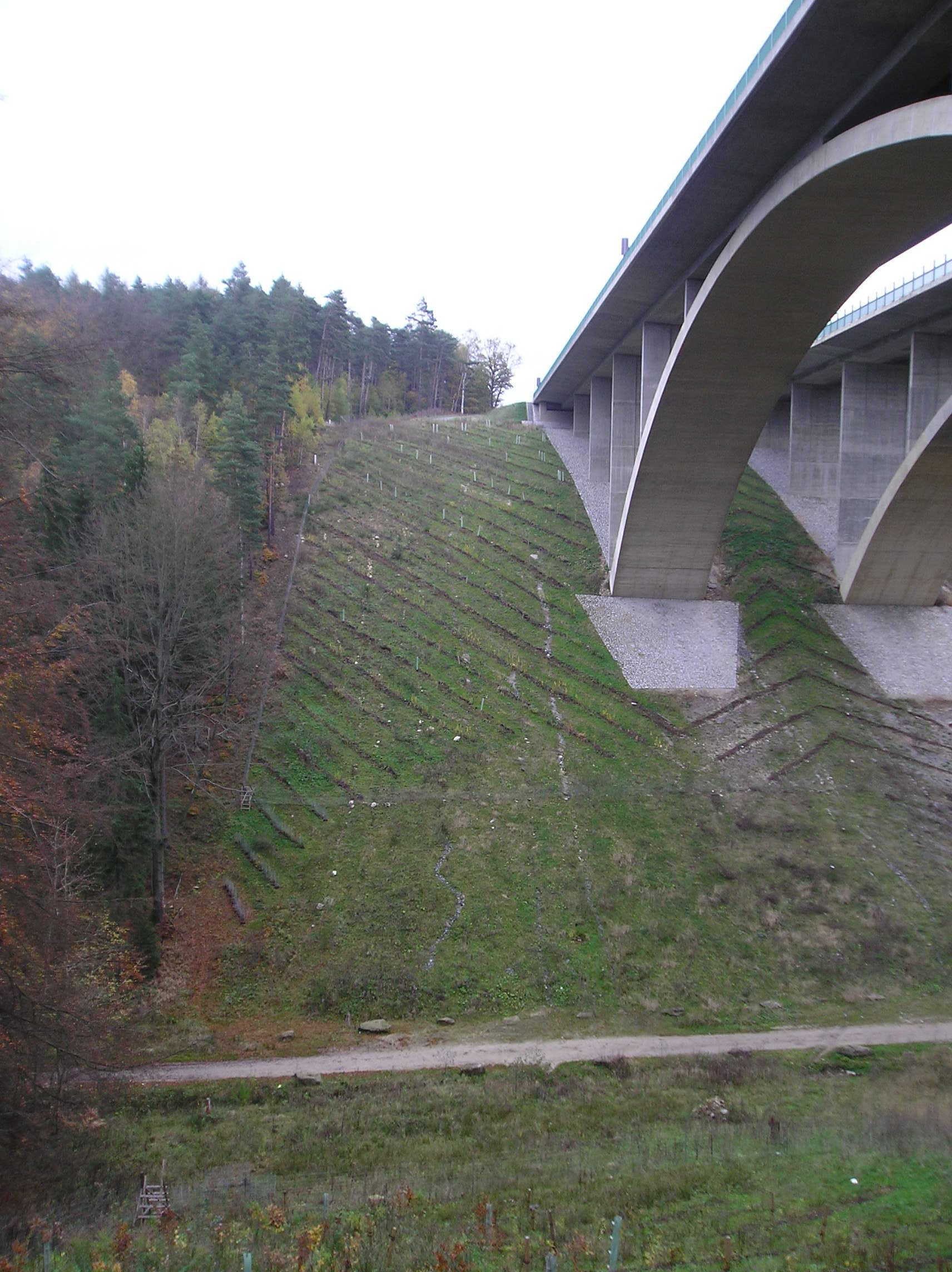
Ingenieurbiologische Hangsicherung mit Buschlagen, Heckenlagen, Faschinen und Ansaaten

- Schutzwaldbewirtschaftung im Gebirge (Der Forstwirt 2004)
- Wildbach- und Lawinenhangverbauung (DIN 19663)
- Ufer, Vorland- und Deichsicherung an Fließgewässern (DIN 19657)
- Dünen-, Vorland- und Steilküstensicherung im Küstenschutz (DIN 19657)
- Sicherung von Böschungen und Hängen im Verkehrswege- und Landschaftsbau (DIN 18918)
- Oberflächensicherung von Deponien und Halden im Bergbau und der Abfallwirtschaft (DIN 18918)

Wegen der unterschiedlichen Einsatzbereiche und der Komplexität sind folgende Berufsfelder im Bereich Ingenieurbiologie tätig: Bauingenieurwesen, Bergbau, Biologie, Forst- und Agrarwirtschaft, Flussbau, Geotechnik, Geografie und Geologie, Landschaftsökologie, Umwelt- und Naturschutz, Landschaftsarchitektur, Landschaftsbau und Wasserbau (EFIB 2015).
Aus dem Handwerk des Lebendbaus hat sich die Ingenieurbiologie durch wissenschaftliche Untersuchungen von Pflanzen auf Problemstandorten sowie durch die Prognose der Wirksamkeit beim Erosionsschutz entwickelt (Hacker u. Johannsen 2012). Neben diesen Themen muss sich die zukünftige Forschung auch mit der Anpassung an Klimaveränderungen beschäftigen.
In Deutschland ist die Ingenieurbiologie in zahlreichen Regelwerken des Erd-, Wasser und Landschaftsbaus verankert u. a.:
- DIN 18918 – Vegetationstechnik im Landschaftsbau – Ingenieurbiologische Sicherungen
- DIN 19657 – Sicherungen an Gewässern, Deichen und Küstendünen
- DIN 19663 – Wildbachverbauung

sowie in den Regelwerken folgender wissenschaftlicher Vereinigungen:
- DWA – Deutsche Vereinigung für Wasserwirtschaft, Abwasser und Abfall e. V.
- FGSV – Forschungsgesellschaft für das Straßen- und Verkehrswesen
- FLL – Forschungsgesellschaft für Landschaftsentwicklung und Landschaftsbau e. V.

Berufsgruppenübergreifend beschäftigt sich die Gesellschaft für Ingenieurbiologie e. V. mit der Anregung von Forschung und Praxis und der Verbreitung von Wissen zur Ingenieurbiologie.